# Chris Dickerson
Chris Dickerson (Montgomery, 25 de agosto de 1939 — 23 de dezembro de 2021), foi um fisiculturista profissional norte-americano. Tem como maior conquista na carreira o torneio de Mr. Olympia em 1982. 
Dickerson foi incluído em 2000 no IFBB Hall of Fame.

## Títulos no fisiculturismo
- 1966 Mr New York State - AAU, vencedor geral
- 1966 Mr Eastern America - AAU, vencedor geral
- 1966 Mr Atlantic Coast - AAU, vencedor geral
- 1966 Junior Mr USA - AAU, maior massa muscular, vencedor
- 1966 Junior Mr USA - AAU, vencedor
- 1967 Mr California - AAU, vencedor
- 1967 Mr America - AAU, maior massa muscular, quarto lugar
- 1967 Mr America - AAU, sexto lugar
- 1967 Junior Mr America - AAU, maior massa muscular, quinto lugar
- 1967 Junior Mr America - AAU, quarto lugar
- 1968 Mr USA - AAU, maior massa muscular, segundo lugar
- 1968 Mr USA - AAU, vencedor
- 1968 Mr America - AAU, maior massa muscular, terceiro lugar
- 1968 Mr America - AAU, terceiro lugar
- 1968 Junior Mr America - AAU, terceiro lugar
- 1969 Mr America - AAU, segundo lugar
- 1970 Mr. Universo - NABBA, Short, vencedor
- 1970 Mr America - AAU, maior massa muscular, vencedor
- 1970 Mr America - AAU, vencedor
- 1970 Junior Mr America - AAU, maior massa muscular, primeiro lugar
- 1970 Junior Mr America - AAU, vencedor
- 1971 Mr. Universo - NABBA, Short, vencedor
- 1973 Mr. Universo - NABBA, Short, vencedor
- 1973 Mr. Universo - NABBA, Overall vencedor
- 1973 Pro Mr America - WBBG, vencedor
- 1974 Mr. Universo - Pro - NABBA, Short, vencedor
- 1974 Mr. Universo - Pro - NABBA, vencedor geral
- 1975 World Championships - WBBG, segundo lugar
- 1975 Mr. Universo - Pro - PBBA, segundo lugar
- 1976 Mr. Universo - Pro - NABBA, Short, segundo lugar
- 1976 Universe - Pro - NABBA, terceiro lugar
- 1976 Olympus - WBBG, quarto lugar
- 1979 Mr. Olympia - IFBB, Lightweight, quarto lugar
- 1979 Canada Pro Cup - IFBB, vencedor
- 1980 Mr. Olympia - IFBB, segundo lugar
- 1980 Night of Champions - IFBB, vencedor
- 1980 Grand Prix New York - IFBB, vencedor
- 1980 Grand Prix Miami - IFBB, vencedor
- 1980 Grand Prix California - IFBB, vencedor
- 1980 Florida Pro Invitational - IFBB, vencedor
- 1980 Canada Pro Cup - IFBB, vencedor
- 1981 Professional World Cup - IFBB, segundo lugar
- 1981 Mr. Olympia - IFBB, segundo lugar
- 1981 Night of Champions - IFBB, vencedor
- 1981 Grand Prix Washington - IFBB, vencedor
- 1981 Grand Prix New York - IFBB, vencedor
- 1981 Grand Prix Louisiana - IFBB, vencedor
- 1981 Grand Prix California - IFBB, vencedor
- 1982 Mr. Olympia - IFBB, vencedor
- 1984 Mr. Olympia - IFBB, décimo primeiro lugar
- 1990 Arnold Classic - IFBB, oitavo lugar
- 1994 Mr. Olympia - Masters 50+ - IFBB, primeiro lugar